# Jean-François Zevaco
Jean-François Zevaco (* 8. August 1916 in Casablanca, Französisch-Marokko; † 2003) war ein französischer Architekt, der überwiegend in Marokko tätig war. Zévaco entwarf eine Vielzahl von Gebäuden in Marokko, besonders in Casablanca in den 1950er bis 1970er Jahren. Während einerseits die Qualität seiner architektonischen Arbeiten anerkannt wird, setzt man sich in jüngerer Zeit auch mit seiner Rolle als Teil des französischen Kolonialsystems kritisch auseinander.
Er war Preisträger des Aga Khan Award for Architecture 1980.

## Leben
Zévaco wurde als Sohn von französischen Aussiedlern in Marokko geboren. Er studierte an der École nationale supérieure des beaux-arts de Paris, die er 1945 abschloss. Ab 1947 arbeitete er als Architekt in Marokko und schuf prägende Werke, insbesondere in Casablanca. Während sein Werk der 1940er und 1950er Jahre insbesondere einer strengen Moderne verpflichtet ist, ist sein Werk der 1960er Jahre brutalistisch geprägt. Sein gesamtes Werk verarbeitet marokkanische Traditionen und Bedürfnisse des Klimas. Zévaco kann damit auch als Wegbereiter eines kritischen Regionalismus gesehen werden. 
Zevaco baute auch nach dem Ende des Kolonialismus weiter und war ein begehrter Architekt für Projekte des neuen unabhängigen Marokkos.

Eingang des Thermalbads, Sidi Harazem (2019)

## Werke (Auswahl)
- (mit Paolo Messina): Villa Sami Suissa, Casablanca (1947–48)
- (mit Paolo Messina): Aérogare de Tit-Mellil, Casablanca (1951)
- (mit Paolo Messina): Villa Rosilio, Casablanca (1951)
- Ateliers Vincent Timsit, Casablanca (1952)
- Centre de Rééducation et d’observation, Casablanca (1953–60)
- (mit Emile-Jean Duhon): Pavillon der Stadt Casablanca auf der Internationalen Messe in Casablanca (1954)
- Tankstelle und Autoservice-Station, Marrakesch (1958)
- Gerichtsgebäude, Mohammedia (1958)
- Thermalbad und Hotel, Sidi Harazem (1958–63)
- Ecole Théophile Gautier, Casablanca (1960–63)
- Pädagogische Fakultät, Ouarzazate (1961)
- Postgebäude, Agadir (1963)
- Wohnhäuser mit Patio, Agadir (1965)
- Gerichtsgebäude, Beni Mellal (1966)
- National Bank for Economic Development, Rabat (1966)